# Dinitrogén-tetroxid
A dinitrogén-tetraoxid, amelyet gyakran nitrogén-tetraoxidként (NTO) emlegetnek, és esetenként (különösen a volt Szovjetunióból származó vagy orosz rakétamérnökök körében) „amyl” néven is ismernek, az N₂O₄ képletű vegyület. Hasznos reagens a kémiai szintézisek során. Egyensúlyi keveréket alkot a nitrogén-dioxiddal. Moláris tömege 92,011 g/mol.
A dinitrogén-tetraoxid erőteljes oxidálószer, amely különböző hidrazinformákkal érintkezve hiperbolikus viselkedést mutat (azaz spontán módon reakcióba lép), ami miatt a két anyag gyakran alkalmazott kétbázisú hajtóanyagként szolgál rakéták meghajtására.

## Szerkezet és tulajdonságok
A dinitrogén-tetraoxid tekinthető két nitrocsoport (-NO₂) összekapcsolódásának. Egyensúlyi keveréket alkot a nitrogén-dioxiddal.[5] A molekula síkbeli geometriájú, az N–N kötéstávolság 1,78 Å, míg az N–O kötéstávolságok 1,19 Å értékűek. Az N–N távolság gyenge kötésre utal, mivel jelentősen hosszabb, mint az átlagos N–N egyszeres kötés hossza, amely 1,45 Å.[6] Ez a rendkívül gyenge σ-kötés – amely a két NO₂-egység sp² hibridpályáinak átfedéséből származik[7] – annak köszönhető, hogy a kötő elektronpár delokalizált az egész N₂O₄ molekulán, valamint a két NO₂-egység kettősen betöltött molekulapályái közötti jelentős elektrosztatikus taszítás is hozzájárul ehhez.[8]
Az NO₂-vel ellentétben az N₂O₄ diamágneses, mivel nem tartalmaz párosítatlan elektronokat.[9] A folyékony halmazállapotú vegyület színtelen, de a nitrogén-dioxid jelenléte miatt barnássárga színűnek is tűnhet, az alábbi egyensúlyi reakció értelmében:[9]
N₂O₄ ⇌ 2 NO₂ (ΔH = +57,23 kJ/mol)
Magasabb hőmérsékleten az egyensúly a nitrogén-dioxid képződése felé tolódik el. Ennek következtében a dinitrogén-tetraoxid elkerülhetetlenül jelen van a nitrogén-dioxidot tartalmazó szmogban is.
A szilárd halmazállapotú N₂O₄ fehér színű, olvadáspontja −11,2 °C.[9]

## Előállítás
A nitrogén-tetraoxidot ammónia katalitikus oxidációjával állítják elő (Ostwald-eljárás); a gőzt hígítóként alkalmazzák az égési hőmérséklet csökkentése érdekében. Az első lépésben az ammónia oxidációja során salétrom-oxid (NO) keletkezik:
4 NH₃ + 5 O₂ → 4 NO + 6 H₂O
A víz nagy részét kondenzációval eltávolítják, majd a gázokat tovább hűtik; az így keletkezett salétrom-oxid oxidációval nitrogén-dioxiddá alakul, amely ezt követően dimerizálódik nitrogén-tetraoxiddá:
2 NO + O₂ → 2 NO₂
2 NO₂ ⇌ N₂O₄
A fennmaradó víz salétromsav formájában kerül eltávolításra. Az így kapott gáz gyakorlatilag tiszta nitrogén-dioxid, amelyet sóoldattal hűtött kondenzátorban cseppfolyósítanak dinitrogén-tetraoxiddá.[10]
A dinitrogén-tetraoxid előállítható továbbá tömény salétromsav és fémréz reakciójával is. Ez a szintézis laboratóriumi környezetben jól alkalmazható. Dinitrogén-tetraoxid előállítható továbbá fém-nitrátok hevítésével is.[11] A réz salétromsavval történő oxidációja összetett reakció, amely során különböző stabilitású nitrogén-oxidok keletkeznek; ezek stabilitása a salétromsav koncentrációjától, az oxigén jelenlététől, valamint egyéb tényezőktől függ. A keletkező instabil vegyületek további reakciók során nitrogén-dioxiddá alakulnak, amelyet ezután megtisztítanak és kondenzálnak dinitrogén-tetraoxiddá.

## Rakétahajtóanyagként való felhasználás
A nitrogén-tetraoxidot oxidálószerként alkalmazzák az egyik legfontosabb rakétahajtóanyag-rendszerben, mivel szobahőmérsékleten folyadékként tárolható. Pedro Paulet perui polihisztor 1927-ben számolt be arról, hogy már az 1890-es években kísérletezett egy rakétahajtóművel, amelyben rugóval működtetett fúvókák időszakosan bepárologtatott nitrogén-tetraoxidot és petróleumalapú benzint juttattak egy gyújtógyertyára, amely begyújtotta a keveréket; a hajtómű percenként 300 pulzáló robbanást produkált.[12][13] Paulet később ellátogatott a német rakétaegyesülethez, a Verein für Raumschiffahrt-hoz (VfR), és 1928. március 15-én Valier a Die Rakete című VfR-kiadványban méltatta Paulet folyékony hajtóanyagú rakétatervét, „rendkívüli teljesítményűnek” nevezve annak hajtóművét.[14] Pauletet hamarosan megkereste a náci Németország, hogy segítsen a rakétatechnológia fejlesztésében, ám ő visszautasította az együttműködést, és hajtóanyagának képletét soha nem osztotta meg.[15]
1944 elején német tudósok kutatásokat végeztek a dinitrogén-tetraoxid rakéta-oxidálószerként való alkalmazhatóságáról, azonban a németek csak korlátozott mértékben használták azt, az S-Stoff (füstölgő salétromsav) adalékanyagaként. Az 1950-es évek végére a dinitrogén-tetraoxid vált a tárolható oxidálószer elsődleges választásává számos amerikai és szovjet rakétaprogramban. A hidrazin-alapú hajtóanyagokkal együtt hiperbolikus viselkedést mutat, vagyis spontán reakcióba lép velük. Az egyik legkorábbi ilyen felhasználása a Titan rakétacsaládhoz köthető, amelyet kezdetben interkontinentális ballisztikus rakétaként (ICBM) fejlesztettek, majd számos űreszköz indítására használtak. Alkalmazták az Egyesült Államok Gemini és Apollo űrhajóin, valamint az űrrepülőgépen (Space Shuttle), és továbbra is használatban van geostacionárius műholdak pályakorrekciójához, valamint számos mélyűri szonda hajtásához. Ez az elsődleges oxidálószer Oroszország Proton rakétájában is.
Rakétahajtóanyagként használva a dinitrogén-tetraoxidot egyszerűen nitrogén-tetraoxidként emlegetik, és a NTO rövidítést széles körben alkalmazzák. Emellett az NTO-hoz gyakran kis mennyiségű salétrom-oxidot (NO) is adnak, amely dinitrogén-trioxiddá alakul, és ez gátolja a titánötvözetek feszültségkorróziós repedését. Ebben a formában az üzemanyag-minőségű NTO nitrogén-oxidok keveréke (MON – Mixed Oxides of Nitrogen) néven ismert, és zöldeskék szín jellemzi. A salétrom-oxid nagyobb arányú, 25–30%-os hozzáadása csökkenti az NTO fagyáspontját, így javítva annak tárolhatóságát űrbéli körülmények között.[16] A legtöbb modern űreszköz már MON-t használ NTO helyett; például a Space Shuttle irányítórendszere MON3-at használt (azaz 3% tömegszázalék NO-t tartalmazó NTO-t).[17]
Az Apollo–Szujuz-baleset
1975. július 24-én a dinitrogén-tetraoxid mérgezése érintett három amerikai űrhajóst az Apollo–Szujuz tesztrepülés Földre történő visszatérése során. A balesetet egy hibás kapcsolóhelyzet okozta, amely lehetővé tette, hogy a térbeli helyzetet szabályozó hajtóművek működjenek, miután a kabin frisslevegő-beömlője már nyitva volt, így a NTO-gázok a kabinba jutottak. Az egyik űrhajós az ereszkedés közben elvesztette az eszméletét. A leszállás után a legénységet kórházban kezelték öt napig, vegyi eredetű tüdőgyulladás és tüdőödéma miatt.[18][19]
Energiatermelés N₂O₄ segítségével
A dinitrogén-tetraoxid azon képessége, hogy reverzibilisen disszociál nitrogén-dioxiddá, előtérbe került az úgynevezett disszociáló gázként alkalmazott fejlett energiatermelési rendszerek kutatásában.[20] A „hideg” N₂O₄-t összesűrítik és felmelegítik, aminek hatására nitrogén-dioxiddá alakul, amelynek moláris tömege fele az eredeti molekuláénak. A forró NO₂ gázt egy turbinán keresztül expandálják, amely során lehűl és nyomása csökken, majd további hűtéssel ismét N₂O₄-é alakul vissza. Ezután a sűrítés könnyebben elvégezhető, és a ciklus újraindul. Az ilyen típusú, disszociáló gázt használó Brayton-ciklusok jelentős mértékben növelhetik az energiaátalakító rendszerek hatásfokát.[21]
A nitrogén-dioxid magas moláris tömege és kisebb térfogati tágulási aránya a gőzhöz képest lehetővé teszi kompaktabb turbinák alkalmazását.[22]
A dinitrogén-tetraoxid volt a fő komponense a „nitrin” nevű munkaközegnek is, amelyet a leszerelt Pamir–630D hordozható nukleáris reaktorban alkalmaztak 1985 és 1987 között.[23]

## Kémiai reakciók
Intermedier a salétromsav gyártásában
A salétromsavat ipari méretekben állítják elő dinitrogén-tetraoxid (N₂O₄) közvetítésével. Ez a vegyület vízzel reagálva salétromossavat és salétromsavat képez:
N₂O₄ + H₂O → HNO₂ + HNO₃
A melléktermékként keletkező HNO₂ (salétromossav) hevítés hatására diszproporcionálódik salétrom-oxiddá (NO) és további salétromsavvá. Az NO oxigén jelenlétében visszaalakul nitrogén-dioxiddá:
2 NO + O₂ → 2 NO₂
Az így keletkező NO₂ és N₂O₄ visszavezethető a folyamatba, így újra előállítható a salétromos- és salétromsav keveréke.
Fém-nitrátok szintézise
Az N₂O₄ molekuláris autoionizációra képes, [NO⁺][NO₃⁻] formában; a képződő nitrozónium-ion (NO⁺) erős oxidálószer. Különféle vízmentes átmenetifém-nitrát komplexek állíthatók elő N₂O₄ és bázikus fém reakciójával:[24]
2 N₂O₄ + M → 2 NO + M(NO₃)₂
ahol M = Cu, Zn vagy Sn.
Ha a fém-nitrátokat teljesen vízmentes körülmények között állítják elő N₂O₄-ből, akkor számos kovalens kötésű fém-nitrát keletkezhet különböző átmenetifémekkel. Ennek oka, hogy termodinamikai szempontból a nitrát-ion kovalens kötés kialakítására törekszik ezen fémekkel, szemben az ionos szerkezetű vegyületek kialakulásával. Az ilyen vegyületek előállítása feltétlenül vízmentes környezetet igényel, mivel a nitrát-ion sokkal gyengébb ligandum, mint a víz, és víz jelenlétében a hidratált fémion egyszerű nitrátja képződik. A keletkező vízmentes fém-nitrátok maguk is kovalens jellegűek, és sok közülük – például a vízmentes réz-nitrát – szobahőmérsékleten illékony. A vízmentes titán-nitrát vákuumban már 40 °C-on szublimál. Számos vízmentes átmenetifém-nitrát élénk színű. E kémiai részterületet Cliff Addison és Norman Logan fejlesztette ki az 1960-as és 1970-es években a Nottinghami Egyetemen (Egyesült Királyság), amikor a nagy hatékonyságú vízmegkötők és szárazkamrák elérhetővé váltak.
Reakciók szerves vegyületekkel
Enyhén bázikus oldószerekben az N₂O₄ radikálisan addícionálódik alkénekhez, és nitrovegyületek, valamint nitrit-észterek keverékét eredményezi. Tiszta vagy teljesen nem-bázikus oldószerekben az N₂O₄ az előzőekben leírt módon autoionizálódik, aminek során nitrozovegyületek és nitrátészterek képződnek.[25]